# D'Nealian

Exemple de la cursive D’Nealian.

Exemple de l’écriture scripte D’Nealian.

D’Nealian est un style d’écriture manuelle cursive ou scripte (imprimée) utilisée pour l’enseignement de écriture de l’anglais aux États-Unis.
Elle développée par Donald Neal Thurber lorsqu’il enseigne l’écriture à l’école primaire à partir de 1965 et publiée en 1978.